# Перароло-ди-Кадоре
Перароло-ди-Кадоре (итал. Perarolo di Cadore) —коммуна в Италии, располагается в провинции Беллуно области Венеция.
Население составляет 362 человека (2008 г.), плотность населения составляет 8 чел./км². Занимает площадь 43 км². Почтовый индекс — 32010. Телефонный код — 0435.
Покровителем коммуны почитается святитель Николай Мирликийский, празднование 6 декабря.

## Демография
Динамика населения:

## Администрация коммуны
- Официальный сайт: